# Maria del Mar Raventós i Chalbaud
Maria del Mar Raventós i Chalbaud (Barcelona, 13 d'abril de 1952) és una empresària catalana, presidenta del grup Codorniu.

## Biografia
Filla de Jesús Raventós i Teresa Chalbaud, una de les branques familiars propietàries del grup Codorniu, forma part de la 15a generació al capdavant de Codorníu, l'empresa familiar més antiga d'Espanya i la 17a del món, de la qual és l'accionista principal. És llicenciada en Ciències Econòmiques i Filosofia i Lletres per la Universitat de Barcelona. D'ençà que inicià la seva carrera professional a la companyia el 1976 com a responsable de l'accionariat, format per unes dues-centes persones, totes de la família, va anar assumint progressivament noves responsabilitats, com la gestió dels departaments de serveis, relacions públiques i imatge, posteriorment, el 1992 fou nomenada adjunta al director general i, quatre anys més tard, el 1996, gerent. Des del setembre del 1998 presideix el grup Codorniu, substituint en el càrrec el seu cosí Manuel Raventós i Artés, que amb 72 ja havia superat els 70 previstos en els estatuts perquè els presidents donin el relleu. El 2003 fou reelegida en el càrrec de presidenta.
Mar Raventós està casada amb Ignacio Ros, viu a Barcelona i té 6 fills i 5 nets.

## Reconeixements
El 2017 la revista internacional Forbes va elegir a Mar Raventós com una de "Les 50 espanyoles més poderoses". En concret inclou Mar Raventós al Top10 de les dones més influents de l'Estat i la tercera catalana dins d'aquest Top10.
Va ser la primera dona que va rebre el reconeixement de la patronal catalana Cecot per la seva trajectòria professional. També ha rebut el Premi a la Dona Empresària 2003 de la Federació Espanyola de Dones Directives, Professionals i Empresàries (FEDEPE), el Premi Emprenedor de l'Any 2012 i el Premi International Women's Entrepreneurial Challenge (2012), entre d'altres. En 2016 va ser escollida entre els 10 directius preferits com caps per ser feliç, segons una enquesta d'Addecco.